# オルドワン石器

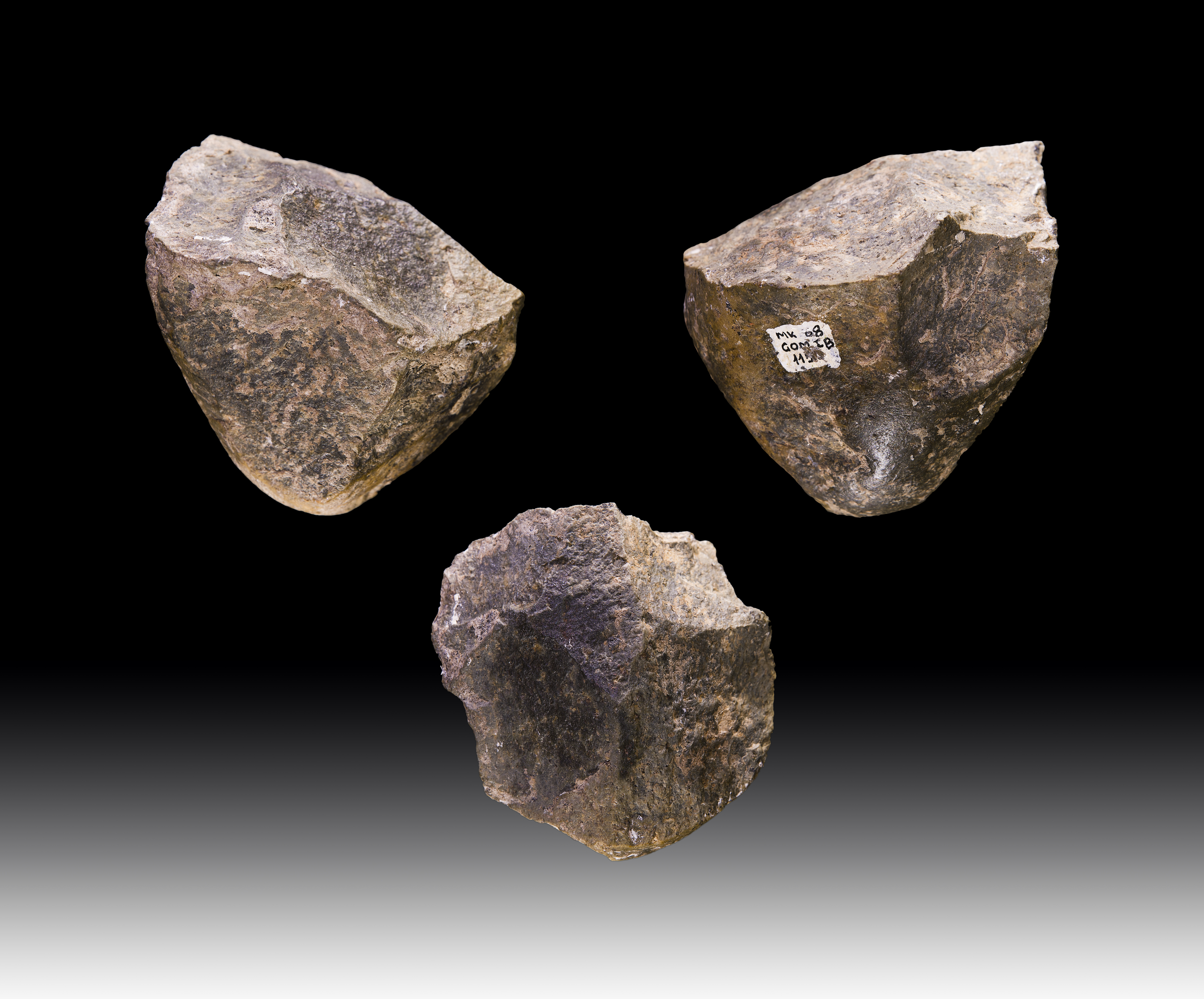
石器の一例

オルドワン石器（オルドワンせっき、英語: Oldowan）は堅いハンマーで打撃を加えて製作された剥片やチョッピング・ツールを特徴とする石器文化。略して「オルドワン」ともいう。
製作は、250万年前に始まりアフリカやアジアの各地で2万年前まで続いた。
アフリカの大地溝帯（オルドヴァイ峡谷など）で遺跡とともに最古の石器が発見されている。これらの石器は、礫を打ち欠いて制作した簡単な礫器や剥片からなり、解体された動物骨とともに見つかっている。
ホモ属（ホモ・ハビリス、ホモ・エレクトスなど）はもとより、アウストラロピテクス猿人などにより製作された可能性がある。